# Amata postmaculata
Amata postmaculata là một loài bướm đêm thuộc phân họ Arctiinae, họ Erebidae.